# Kaos (film, 1984)
Kaos är en italiensk dramafilm från 1984 i regi av Paolo och Vittorio Taviani. Den bygger på fyra noveller av Luigi Pirandello, och utspelar sig kring Pirandellos födelseort på Sicilien på 1800-talet. Delarna sammanlänkas av en korp som för tittaren från en berättelse till nästa. Filmen hade svensk premiär 27 april 1985.

## Mottagande
Jurgen Schildt recenserade filmen i Aftonbladet: "Den är, med sina rötter i gårdagarnas och folklighetens Sicilien, en tretimmarserfarenhet som gör utropstecknen motiverade. Vilken rullande kraft!" Schildt fortsatte: "Hos [regissörerna] lever bildytan sitt eget och organiska liv; med sitt stränga linjespel, sin meningsfulla geometri, sin magi och humor, sin melankoli och våldsamhet. Dessutom innehåller Nicola Piovanis ljudband den mest expressiva filmmusik som skrivits sen Fellinis huskompositör Nino Rota mantalsskrevs i de saligas boningar."